# 穆尔斯维尔 (阿拉巴马州)
穆尔斯维尔（英語：Mooresville），是美国阿拉巴马州下属的一座城市。面积约为0.12平方英里（约合0.31平方公里）。根据2010年美国人口普查，该市有人口53人，人口密度为445.38/平方英里（约合170.97/平方公里）。